# Лицкевич, Макар Иванович
Макар Иванович Лицкевич (бел. Макар Іванавіч Ліцкевіч; род. 3 марта 2002, Барановичи, Брестская область) — белорусский футболист, полузащитник.

## Карьера
Воспитанник футбольной академии солигорского «Шахтёра». В сезоне 2019 года футболист стал выступать за дублирующий состав солигорского клуба. В июне 2019 года футболист находился на сборах с молодёжной командой российского «Зенита». В начале 2020 года футболист стал тренироваться с основной командой солигорского клуба, однако начинал сезон в дублирующем составе. Дебютировал за клуб футболист 27 июля 2020 года в матче против столичного «Минска», выйдя на замену на 88 минуте. Футболист ещё несколько раз попадал в заявку основной команды, однако продолжал выступать за дублирующий состав. По итогу дебютного сезона вместе с солигорским клубом футболист стал победителем чемпионата.
В начале 2021 года футболист находился в распоряжении речицкого «Спутника». В марте 2021 года футболист официально присоединился к речицкому клубу на правах арендного соглашения до конца сезона. Дебютировал за клуб футболист 14 марта 2021 года в матче против брестского «Динамо», выйдя на замену на 69 минуте. Футболист смог быстро закрепиться в основной команде речицкого клуба, преимущественно появляясь на поле, выходя на замену со скамейки запасных, результативными действиями не отличившись. В июле 2021 года речицкий «Спутник» снялся с розыгрыша Высшей лиги, а футболист вернулся в распоряжение солигорского «Шахтёра», вместе с которым стал победителем чемпионата.
В марте 2022 года футболист был отправлен в петриковский «Шахтёр» из Первой лиги. Дебютировал за клуб футболист 9 апреля 2022 года в матче против новополоцкого «Нафтана», выйдя на поле в стартовом составе. Первым результативным действием за клуб футболист отличился 3 июля 2022 года в матче против гомельского «Локомотива», отдав голевую передачу. На протяжении сезона футболист был в клубе одним из ключевых игроков, отличившись 2 результативными передачами. По итогу сезона футболист вместе с клубом стал бронзовым призёром чемпионата. В январе 2023 года футболист покинул петриковский клуб.
Пропустив весь сезон 2023 года, в начале уже 2024 года футболист вернулся в распоряжение солигорского «Шахтёра». Новый сезон футболист начал 6 марта 2024 года с четвертьфинального матча Кубка Беларуси против жодинского «Торпедо-БелАЗ», выйдя на поле в стартовом составе. Однако больше футболист за клуб так и не сыграл. В феврале 2025 года футболист официально покинул солигорский клуб.

## Международная карьера
Выступал в юношеской сборной Беларуси. Принимал участие в отборах на чемпионат Европы 2018 и 2019 годов.

## Достижения
«Шахтёр» Солигорск
- Чемпион Беларуси (2): 2020, 2021